# مشرفة قرب (منبج)
مشرفة قرب الخفسة أو الحامض كما تعرف محليّاً، قرية سوريّة تتبع إداريّاً لمحافظة حلب منطقة منبج ناحية خفسة، بلغ تعداد سكانها (1700) نسمة حسب التعداد السكاني لعام 2013.